# Huberto Pérez de la Ossa
Huberto Pérez de la Ossa Rodríguez (Albacete, 23 de noviembre de 1897-Salamanca, 31 de agosto de 1983) fue un director escénico, narrador, poeta y biógrafo español.

## Biografía
Natural de Albacete, pasó gran parte de su existencia en Barcelona, adonde llegó a los ocho años y donde se licenció en Filosofía y Letras, y en Madrid. A los dieciocho años comenzó a publicar poemas en La Revista Quincenal de Barcelona (1917-1920).

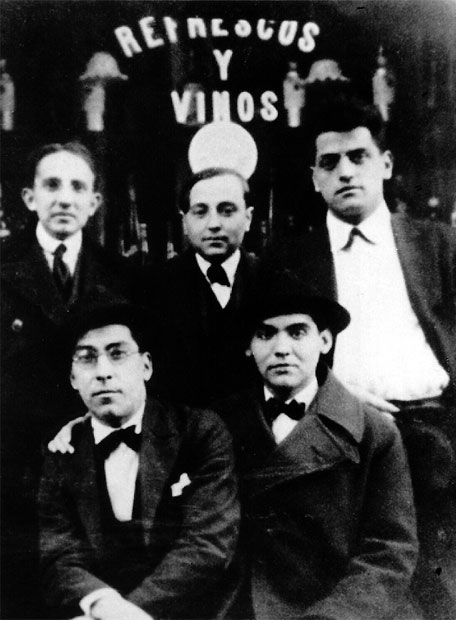
Fotografía de grupo de 1923 con Benjamín Jarnés, Huberto Pérez de la Ossa, Luis Buñuel, Rafael Barradas y Federico García Lorca

Tras licenciarse pasó a Madrid y se dedicó a la creación literaria (artículos y cuentos para El Correo Español). Fue colaborador habitual de diferentes medios de prensa escrita, por ejemplo Los Lunes de El Imparcial, y escribió para la revista Biografías números monográficos Teresa de Jesús y Danton en 1930 y algunas colaboraciones para la Revista de Occidente. Aficionado a la historia, poco antes de la Guerra Civil fue profesor y secretario del Seminario de Estudios Americanistas de la Universidad Central y publicó Orellana y la jornada del Amazonas (1935) y otros estudios de este tipo.
Ya antes de la guerra civil había destacado, no poco, como novelista con obras como El ancla de Jasón (1921), La lámpara del dolor (1923), El opio del ensueño (1924), La Santa Duquesa (1924) (Premio Nacional de Literatura por un jurado en el que estaban Azorín, Enrique Díez Canedo, Ramón Pérez de Ayala, Enrique de Mesa y Julio Casares), La casa de los masones (1927), ambientada en Albacete, y Los amigos de Claudio (1931), con abundantes elementos autobiográficos. Cierra esta etapa El aprendiz de ángel (1935). Por lo general es barojiano en muchos elementos. En esa época publicó también una compilación poética en 1922, Polifonías, que fue traducido al francés por en 1925 por Paul Guinard en la Revue des Jeunes. Según Juan Bravo Castillo:

«Su estilo realista a menudo se impregna de barroquismo, de contrastes luminosos, de matices múltiples. Es la suya una mirada de pintor de interiores poblada de personajes diletantes, proustianos -hay mucho de Proust en sus novelas, especialmente en La Santa Duquesa.»

En 1926 publicó una colección de novelas cortas y relatos publicados previamente en El Imparcial y en la revista Alfar, Veletas. Libro de historias extraordinarias, donde hace gala de su habitual y profunda imaginación. En el mismo año publicó La libertad y Claudio, una novela donde luce en especial además su estilo y que luego prolongaría con la segunda parte Los amigos de Claudio (1931). Publica también la ya citada La casa de los masones en 1927 y Obreros, zánganos y reinas en 1929, obra esta de ambiente catalán, bien recibida en Cataluña.
Eduardo Marquina escribió de él:

La manera novelística de Pérez de la Ossa es algo tan jugoso y tan intelectual a un tiempo mismo que maravilla, en su frescura, su profundidad, y, en su profundidad, su agudeza.

Tras la guerra civil española abandona prácticamente la creación lírica y narrativa y, tras un breve paso por la unidad de Recuperación del Patrimonio Artístico Nacional, pasa a la dirección teatral. Fue especialmente relevante su labor en el ámbito de las artes escénicas cuando dirigió en Teatro María Guerrero de Madrid, junto a Luis Escobar entre 1940 y 1952.
Durante los años cuarenta fue profesor de Declamación en el Conservatorio de Madrid y realizó versiones de clásicos y obras extranjeras para el teatro María Guerrero. Fue catedrático de dirección escénica y desarrolló también una labor como traductor, entre otros, de la biografía de Dostoievski realizada por su hija Aimée (Vida de Dostoyevski por su hija), pero también de Paul Verlaine (Hombres de mi tiempo, Madrid: Compañía Europea de Comunicación e Información, 1992).
Tras salir de la dirección del María Guerrero reapareció como director de algunas compañías privadas y como autor de la versión de La Celestina que en 1959 su amigo Luis Escobar dirigió en el teatro Eslava. La relación entre ambos fue siempre estrecha y cordial.

## Obras

### Narrativa
- El ancla de Jasón (1921). Obra laureada con el premio Juana y Rosa Quintiana.
- La lámpara del dolor. Papeles viejos (1923)
- El opio del ensueño (Madrid: Renacimiento, 1924)
- La Santa Duquesa (Madrid: Renacimiento, 1924) (Premio Nacional de Literatura)
- La libertad y Claudio: cromo de motín sobre fondo barcelonés: novela, Madrid, La novela mundial, 1926.
- Veletas: libro de historias extraordinarias, Buenos Aires: Ed. Virtus, 1926.
- La casa de los masones (Madrid: Mundo Latino, 1927)
- Obreros, zánganos y reinas (Madrid: Mundo Latino, 1928)
- Roca viva (Madrid: Editorial Atlántida, 1930)
- Los amigos de Claudio (Madrid: La novela mundial, 1931)
- María Fernanda (London, 1931; Boston, 1931). La traducción de esta última es del hispanista E. Allison Peers.
- El aprendiz de ángel (1935).

### Teatro
- En el kilómetro 13 (1945)
- Versión de Fernando de Rojas, La Celestina, dirigida por Luis Escobar en 1959.

### Lírica
- Polifonías. Sones de órgano. En el clave. Esquilas. Música interior. Poesía (1915-1922), Madrid, Mundo Latino, 1922.

### Biografías
- Teresa de Jesús, 1930.
- Danton, 1930.
- Orellana y la jornada del Amazonas, 1935.
- Pedro de Mendoza y la fundación de Buenos Aires, Madrid: Biblioteca Pax, 1936.
- Almagro y La Epopeya de Los Andes. Descubrimiento de Chile 1536 Madrid: Biblioteca Pax, 1936.